# Campionato sudamericano per club 2022 (pallavolo maschile)
Il campionato sudamericano per club 2022, 13ª edizione del campionato sudamericano per club di pallavolo maschile, si è svolto dal 2 al 6 marzo 2022 a Contagem, in Brasile: al torneo hanno partecipato nove squadre di club sudamericane e la vittoria finale è andata per l'ottava volta, la sesta consecutiva, al Sada.

## Impianti
|                                                                                       |  |  |
|                                                                                       |  |  |
| Ginásio Poliesportivo do Riacho Città: Contagem Capienza: 2 200 Anno d'apertura: 1988 |  |  |

## Regolamento

### Formula
La formula ha previsto:
- Fase a gironi, disputata con girone all'italiana: le prime classificate di ogni girone e la migliore seconda classificata hanno acceduto alla fase finale per il primo posto, le due peggiori seconde classificate hanno acceduto alla finale per il quinto posto, mentre le due migliori ultime classificate hanno acceduto alla finale per il settimo posto.
- Fase finale, disputata con:
  - Finale per il settimo posto.
  - Finale per il quinto posto.
  - Semifinali, finale per il terzo posto e finale.

### Criteri di classifica
Se il risultato finale è stato di 3-0 o 3-1 sono stati assegnati 3 punti alla squadra vincente e 0 a quella sconfitta, se il risultato finale è stato di 3-2 sono stati assegnati 2 punti alla squadra vincente e 1 a quella sconfitta.
L'ordine del posizionamento in classifica è stato definito in base a:
- Punti;
- Numero di partite vinte;
- Ratio dei set vinti/persi;
- Ratio dei punti realizzati/subiti.

## Squadre partecipanti
| Squadra         | Qualificazione                                   |
| --------------- | ------------------------------------------------ |
| Ciudad          | 2ª in Liga Argentina de Voleibol 2020-21         |
| Policial        | Vincitrice Coppa Argentina 2021                  |
| Club San Martín | Vincitrice Super Liga Boliviana de Voleibol 2021 |
| BVC             | 2ª in Coppa del Brasile 2022                     |
| Minas           | Vincitrice Coppa del Brasile 2022                |
| Sada            | Squadra organizzatrice                           |
| Excelsior       | Vincitrice Liga Nacional A1 2021                 |
| Vamos Peerless  | Vincitrice Liga Nacional Superior 2021           |
| Bohemios        | Vincitrice Super Liga Uruguaya de Voleibol 2021  |

## Torneo

### Fase a gironi
| Girone A       | Girone B  | Girone C        |
| -------------- | --------- | --------------- |
| Sada           | Ciudad    | Policial        |
| Vamos Peerless | Minas     | Club San Martín |
| Bohemios       | Excelsior | BVC             |

#### Girone A

##### Risultati
| 2 marzo 2022 Ginásio Poliesportivo do Riacho, Contagem Durata: ? - Spettatori: ? | Sada     | 3 - 0 | Bohemios       | 25-11, 25-11, 25-13        |
| 3 marzo 2022 Ginásio Poliesportivo do Riacho, Contagem Durata: ? - Spettatori: ? | Sada     | 3 - 0 | Vamos Peerless | 25-17, 25-8, 25-15         |
| 4 marzo 2022 Ginásio Poliesportivo do Riacho, Contagem Durata: ? - Spettatori: ? | Bohemios | 1 - 3 | Vamos Peerless | 23-25, 19-25, 25-23, 26-28 |

##### Classifica
| Pos. | Squadra        | Pt | G | V | P | SV | SP | Ratio | PF  | PS  | Ratio |
| ---- | -------------- | -- | - | - | - | -- | -- | ----- | --- | --- | ----- |
| 1.   | Sada           | 6  | 2 | 2 | 0 | 6  | 0  | MAX   | 150 | 75  | 2,000 |
| 2.   | Vamos Peerless | 3  | 2 | 1 | 1 | 3  | 4  | 0,750 | 141 | 168 | 0,839 |
| 3.   | Bohemios       | 0  | 2 | 0 | 2 | 1  | 6  | 0,166 | 128 | 176 | 0,727 |

      Qualificata alle semifinali per il primo posto.
      Qualificata alla finale per il quinto posto.
      Qualificata alla finale per il settimo posto.

#### Girone B

##### Risultati
| 2 marzo 2022 Ginásio Poliesportivo do Riacho, Contagem Durata: ? - Spettatori: ? | Minas     | 3 - 0 | Excelsior | 25-11, 25-15, 25-12 |
| 3 marzo 2022 Ginásio Poliesportivo do Riacho, Contagem Durata: ? - Spettatori: ? | Minas     | 3 - 0 | Ciudad    | 25-23, 25-14, 25-19 |
| 4 marzo 2022 Ginásio Poliesportivo do Riacho, Contagem Durata: ? - Spettatori: ? | Excelsior | 0 - 3 | Ciudad    | 15-25, 15-25, 16-25 |

##### Classifica
| Pos. | Squadra   | Pt | G | V | P | SV | SP | Ratio | PF  | PS  | Ratio |
| ---- | --------- | -- | - | - | - | -- | -- | ----- | --- | --- | ----- |
| 1.   | Minas     | 6  | 2 | 2 | 0 | 6  | 0  | MAX   | 159 | 94  | 1,691 |
| 2.   | Ciudad    | 3  | 2 | 1 | 1 | 3  | 3  | 1,000 | 131 | 121 | 1,082 |
| 3.   | Excelsior | 0  | 2 | 0 | 2 | 0  | 6  | 0,000 | 84  | 140 | 0,600 |

      Qualificata alle semifinali per il primo posto.
      Qualificata alla finale per il quinto posto.

#### Girone C

##### Risultati
| 2 marzo 2022 Ginásio Poliesportivo do Riacho, Contagem Durata: ? - Spettatori: ? | BVC             | 3 - 0 | Club San Martín | 25-14, 25-16, 25-12        |
| 3 marzo 2022 Ginásio Poliesportivo do Riacho, Contagem Durata: ? - Spettatori: ? | BVC             | 3 - 1 | Policial        | 21-25, 25-22, 25-19, 25-22 |
| 4 marzo 2022 Ginásio Poliesportivo do Riacho, Contagem Durata: ? - Spettatori: ? | Club San Martín | 0 - 3 | Policial        | 19-25, 13-25, 13-25        |

##### Classifica
| Pos. | Squadra         | Pt | G | V | P | SV | SP | Ratio | PF  | PS  | Ratio |
| ---- | --------------- | -- | - | - | - | -- | -- | ----- | --- | --- | ----- |
| 1.   | BVC             | 6  | 2 | 2 | 0 | 6  | 1  | 6,000 | 171 | 130 | 1,315 |
| 2.   | Policial        | 3  | 2 | 1 | 1 | 4  | 3  | 1,333 | 163 | 141 | 1,156 |
| 3.   | Club San Martín | 0  | 2 | 0 | 2 | 0  | 6  | 0,000 | 87  | 140 | 0,621 |

      Qualificata alle semifinali per il primo posto.
      Qualificata alla finale per il settimo posto.

### Fase finale

#### Finale 1º e 3º posto
|  | Semifinali | Semifinali | Semifinali |      |    | Finale          | Finale          | Finale          |  |
|  |            |            |            |      |    |                 |                 |                 |  |
|  | 1B         | Minas      | 3          |      |    |                 |                 |                 |  |
|  | 1B         | Minas      | 3          |      |    |                 |                 |                 |  |
|  | 1C         | BVC        | 0          |      |    |                 |                 |                 |  |
|  | 1C         | BVC        | 0          |      | 1B | Minas           | 0               |                 |  |
|  |            |            |            |      | 1B | Minas           | 0               |                 |  |
|  |            |            | 1A         | Sada | 3  |                 |                 |                 |  |
|  | 1A         | Sada       | 1A         | Sada | 3  | 3               |                 |                 |  |
|  | 1A         | Sada       |            |      |    | 3               |                 |                 |  |
|  | 2C         | Policial   | 0          |      |    | Finale 3º posto | Finale 3º posto | Finale 3º posto |  |
|  | 2C         | Policial   | 0          |      |    |                 |                 |                 |  |
|  |            |            |            |      |    |                 |                 |                 |  |
|  |            |            |            |      |    | 1C              | BVC             | 3               |  |
|  |            |            |            |      |    | 1C              | BVC             | 3               |  |
|  |            |            |            |      |    | 2C              | Policial        | 2               |  |

##### Semifinali
| 5 marzo 2022 Ginásio Poliesportivo do Riacho, Contagem Durata: ? - Spettatori: ? | Minas | 3 - 0 | BVC      | 29-27, 25-21, 25-23 |
| 5 marzo 2022 Ginásio Poliesportivo do Riacho, Contagem Durata: ? - Spettatori: ? | Sada  | 3 - 0 | Policial | 25-20, 29-27, 25-16 |

##### Finale 3º posto
| 6 marzo 2022 Ginásio Poliesportivo do Riacho, Contagem Durata: ? - Spettatori: ? | BVC | 3 - 2 | Policial | 21-25, 22-25, 25-17, 25-22, 15-11 |

##### Finale
| 6 marzo 2022 Ginásio Poliesportivo do Riacho, Contagem Durata: ? - Spettatori: ? | Minas | 0 - 3 | Sada | 18-25, 17-25, 18-25 |

#### Finale 5º posto
| 6 marzo 2022 Ginásio Poliesportivo do Riacho, Contagem Durata: ? - Spettatori: ? | Ciudad | 3 - 0 | Vamos Peerless | 25-22, 25-10, 25-22 |

#### Finale 7º posto
| 5 marzo 2022 Ginásio Poliesportivo do Riacho, Contagem Durata: ? - Spettatori: ? | Bohemios | 3 - 0 | Club San Martín | 25-22, 25-9, 25-15 |

## Classifica finale
| Pos | Squadre         | Qualificazione                    |
| --- | --------------- | --------------------------------- |
|     | Sada            | Campionato mondiale per club 2022 |
|     | Minas           |                                   |
|     | BVC             |                                   |
| 4   | Policial        |                                   |
| 5   | Ciudad          |                                   |
| 6   | Vamos Peerless  |                                   |
| 7   | Bohemios        |                                   |
| 8   | Club San Martín |                                   |
| 9   | Excelsior       |                                   |

## Premi individuali
| Premio                | Nome               | Squadra |
| --------------------- | ------------------ | ------- |
| MVP                   | Miguel Ángel López | Sada    |
| Miglior palleggiatore | Fernando Kreling   | Sada    |
| Miglior opposto       | Leandro Vissotto   | Minas   |
| Miglior schiacciatore | Rodrigo Leão       | Sada    |
| Miglior schiacciatore | Adriano Cavalcante | BVC     |
| Miglior centrale      | Otávio Pinto       | Sada    |
| Miglior centrale      | Edson da Paixão    | Minas   |
| Miglior libero        | Maique Nascimento  | Minas   |